# Benno von Rittberg
Benno von Rittberg (auch Benno Graf von Rittberg) (* 2. Mai 1802 in Stangenberg; † 8. November 1876 in Marienwerder) war ein preußischer Land- und Geheimer Regierungsrat.

## Leben und Herkunft
Benno Graf von Rittberg war Erbherr auf Rudolshof und entstammte der zweiten bzw. preußischen Linie des Adelsgeschlechts von Rittberg. Er war in erster Ehe seit dem 14. Februar 1834 mit Lina, geb. von Steinwehr (1804–1848) und in zweiter Ehe seit dem 16. August 1853 mit Antonie, geb. von Knobelsdorf, verwitwete Baronin von Vegesack (* 12. Januar 1816), verheiratet. Ein Sohn aus erster Ehe war der königlich preußische Lieutenant Karl von Rittberg (* 9. März 1835).
Benno von Rittberg, dessen Ausbildung nicht bekannt ist, trat zunächst beim Kammergericht Berlin in den Justizdienst ein. Bereits wenige Zeit später erhielt er eine Versetzung zum Oberlandesgericht Marienwerder. Noch kurzzeitig als Richter in Tolkemit eingesetzt, wurde er 1833 erst kommissarisch und zum 1. Januar 1834 endgültig als Landrat des Kreises Marienwerder bestellt. Dieses Amt hielt er nahezu 32 Jahre, bis zu seiner Versetzung in den Ruhestand am 1. Oktober 1865, inne.
In Anerkennung seiner Verdienste um den Kreis Marienwerder wurde Benno von Rittberg von der Stadt Marienwerder zum Ehrenbürger ernannt.